# Sharon (New Hampshire)
Sharon – miasto w Stanach Zjednoczonych, w stanie New Hampshire, w hrabstwie Hillsborough.